# Lobnik
Lobnik (nemško Lobnig) je naselje v Občini Železna Kapla - Bela v Okraju Velikovec na Koroškem v Avstriji.
V kraju sta se rodila Florjan Lipuš (* 1937), slovenski zamejski pisatelj, ter Angela Piskernik (1886–1967), slovenska botaničarka.